# Liste der kulturellen Leuchttürme
Als sogenannte kulturelle Leuchttürme werden im Blaubuch nationaler Kultureinrichtungen aufgenommene Museen und Einrichtungen des nationalen Kulturerbes in den neuen Bundesländern bezeichnet. Im Blaubuch sind 23 gesamtstaatlich bedeutsame Kulturstätten nach ihrer Priorität geordnet und detailliert beschrieben.
Die Auswahl der Kulturstätten erfolgt auf Initiative des Beauftragten der Bundesregierung für Kultur und Medien in Abstimmung mit den Kultusministern der neuen Bundesländer. An der Finanzierung mehrerer Einrichtungen ist der Bund beteiligt.
Die 23 „kulturellen Leuchttürme“ haben sich in der Konferenz Nationaler Kultureinrichtungen zusammengeschlossen.
- Stiftung Preußische Schlösser und Gärten Berlin-Brandenburg
- Staatliche Kunstsammlungen Dresden
- Klassik Stiftung Weimar
- Staatliches Museum Schwerin mit dem Schweriner Schloss, dem Schloss Güstrow und dem Schloss Ludwigslust
- Dessau-Wörlitzer Gartenreich
- Franckesche Stiftungen in Halle
- Deutsches Meeresmuseum in Stralsund
- Deutsches Hygiene-Museum in Dresden
- Bauhaus Dessau
- Luthergedenkstätten in Sachsen-Anhalt mit Luthers Geburts- und Sterbehaus in Eisleben und dem Luther- und Melanchthonhaus in Wittenberg
- Fürst-Pückler-Park Bad Muskau
- Branitzer Park
- Museum für Angewandte Kunst in Leipzig
- Museum für Völkerkunde zu Leipzig
- Museum für Musikinstrumente der Universität Leipzig
- Staatliche Naturhistorische Sammlungen Dresden
- Wartburg bei Eisenach
- Museum der bildenden Künste in Leipzig
- Kunstmuseum Moritzburg in Halle
- Kunstsammlungen Chemnitz
- Lindenau-Museum in Altenburg
- Bach-Archiv in Leipzig
- Händel-Haus in Halle